# Ophthalmolepis lineolata
Ophthalmolepis lineolata е вид лъчеперка от семейство Labridae, единствен представител на род Ophthalmolepis.

## Разпространение
Видът е разпространен в Австралия.